# KUNSTEN Museum of Modern Art Aalborg
Il KUNSTEN Museum of Modern Art Aalborg, conosciuto prima del 2008 come Nordjyllands Kunstmuseum i Aalborg , è un museo di arte moderna di Aalborg, in Danimarca.

## Storia e collezioni
L'edificio del museo è un lavoro dell'architetto finlandese Alvar Aalto e del danese J. J. Baruël. Ospita in particolare la raccolta Krestensen, che  raccoglie molte opere che rappresentano in maniera esaustiva l'arte danese ed europea tra il 1910 e 1960. Si possono trovare dipinti di Richard Mortensen (dal 1936 al 1971), di Pedersen, dei membri del gruppo internazionale Cobra (Jorn, Appel, Corneille, Rooskens, Constant. Si deve anche menzionare la presenza di opere di Fernand Léger, Max Ernst, Alberto Magnelli, Serge Poliakoff, Victor Vasarely, Atlan, Doucet, Maryan ed altri.